# Gmina Herdland

Położenie Gminy Herdland w hrabstwie Clay

Gmina Herdland (ang. Herdland Township) – gmina w USA, w stanie Iowa, w hrabstwie Clay. Według danych z 2000 roku gmina miała 210 mieszkańców, a jej powierzchnia wynosi 92,12 km².